# Monacký frank
Monacký frank byl národní měnovou jednotkou Knížectví Monako. Monacký frank se dělil na 100 centimů. Poslední emise oběžných mincí byla do oběhu dána v roce 1960 a zcela odpovídala tehdy platným francouzským mincím. Papírová platidla byla vydána pouze v roce 1920, v podobě nouzovek, z důvodu finanční krize ve Francii po první světové válce. Zachovalé exempláře těchto bankovek mají cenu pár desítek USD. Všechna platidla byla vydávána přímo ministerstvem financí Monaka. ISO 4217 kód měny byl  MCF.

## Status měny
Dějiny státu Monako jsou po celou dobu jeho existence pevně spojeny s dějinami sousední Francie, která často určovala osud Monaka. Proto byl fakticky monacký frank měnou pevně spojenou s francouzským frankem a vzhled mnoha platidel zcela odpovídal platidlům franku francouzského.

## Mince
Oficiálně existovaly monacké mince v hodnotách 1, 5, 10, 20 centimů a 0,5, 1, 2 , 5 , 10 a 20 franků. Centimové mince se však většinou razily pouze pro ročníkové sady a v oběhu běžně nebyly. Také ostatní mince byly často vyváženy ze země turisty jako suvenýr. Na centimových mincích byl portrét knížete Rainiera III. (s výjimkou jednocentimové mince, kde byl vyobrazen státní znak Monaka). Na frankových mincích byla vyobrazena knížecí koruna a státní znak. V roce 1971 byl do oběhu uveden jednofrank s knížecím monogramem, v roce 1979 dvoufrank a v roce 1975 desetifrank. V roce 1989 se objevila bimetalová verze desetifranku s rytířem jedoucím na koni a v roce 1992 dvacetifrank s knížecím palácem.

## Bankovky
Bankovky byly vydány pouze jako státovky v roce 1920 (viz výše). Na líci byl vyobrazen erb rodu Grimaldi a na rubu bylo panoráma mořského břehu. Také se zachovaly zprávy, že během Velké francouzské revoluce byly revoluční vládou vydány hrací žetony s platností peněz, ale žádný takový žeton se nedochoval.